# Elisa Christian Galvé
Leonora Ferrari Tedeschi, más conocida como Elisa Christian Galvé (España, 25 de julio de 1922 - Roma, 20 de octubre de 2000) fue una actriz argentina de cine, teatro y televisión. En su labor artística utilizó inicialmente el seudónimo de Elisa Gálvez y luego el de Elisa Galvé, hasta adoptar el definitivo a partir de 1940.

## Primeros años
Nacida y bautizada en España sus padres le pusieron el nombre de Leonora Cristian. Desde pequeña tuvo inquietudes artísticas que se concretaron cuando, casi por casualidad, fue convocada para un pequeño papel en el filme Caras argentinas, dirigido por Carmelo Santiago en 1939. Mario Soffici se estaba preparando para dirigir una nueva película basada en narraciones de Horacio Quiroga a filmarse en la provincia de Misiones pero Delia Garcés, la actriz que había elegido para animar el papel de "Chinita" no pudo viajar allá. Cuando Soffici no encontró una actriz profesional con el físico adecuado al papel recurrió al archivo con más de 3.000 fotografías de concursantes de Chas de Cruz, seleccionó una de ellas, la citó para una prueba de cámara y como le satisfizo, la contrató. En el contexto de un cine argentino que buscaba  nuevos rostros y renovadas formas de actuación, Galvé pese a sus escasos antecedentes pasó a encabezar bajo el nombre de Elsa Gálvez junto a figuras como Francisco Petrone, Ángel Magaña y Homero Cárpena el elenco del filme Prisioneros de la tierra, que en 1985 fuera votada en primer lugar en la encuesta del Museo del Cine para elegir las mejores películas argentinas de la historia.

## Carrera profesional
A partir de allí y gracias a la solvencia que demostró en la composición de "Chinita", su personaje en ese filme se convirtió en una de las actrices más requeridas en su país en las dos décadas siguientes. Animó con su sonrisa casi tímida, su mirada lánguida y una etérea figura los más disímiles personajes dirigida por prestigiosos directores. Durante casi cinco años fue la intérprete preferida de Soffici, tuvo una interesante labor en El misterioso tío Silas, de Carlos Schlieper, protagonizó La gran tentación, de Ernesto Arancibia, y se destacó en Días de odio (1954), el primer filme de Leopoldo Torre Nilsson, basado en el cuento Emma Zunz de Jorge Luis Borges. 
Actuó también a las órdenes de directores extranjeros: en 1951 fue dirigida por Pierre Chenal, en la película El ídolo, al año siguiente lo fue de Ricardo Gascón en  Misión extravagante o Misión en Buenos Aires y en 1953 tuvo el rol principal en Cómicos, de Juan Antonio Bardem que, al igual que la anterior, era una coproducción argentino-española. 
Trabajó en teatro, pudiéndose citar su participación en las obras ¡Ya es hora de que te cases, papá!  y Crimen en borrador, de Julio Porter y tuvo varias apariciones en televisión. En 1956 se casó en México con el arquitecto Cecilio Apresan, anunció su retiro de la escena y se radicó en Roma. No fue, sin embargo, definitivo pues en 1961 volvió a Buenos Aires para hacer  presentaciones en radio, televisión y teatro, y en 1966 completando casi treinta títulos actuó en su último filme, Dos en el mundo, de Solly, tras lo cual regresó a  Roma, donde falleció el 20 de octubre de 2000 como consecuencia de una enfermedad renal.

## Filmografía
| - Dos en el mundo (1966) (dir. Solly) - Sombras en el cielo (1964) (dir. Juan Berend) - Aconcagua (rescate heroico) (1964) (dir. Leo Fleider) - La bestia humana (1957) (dir. Daniel Tinayre) … Flora - Embrujo en Cerros Blancos (1955) (dir. Julio C. Rossi) - Misión extravagante o Misión en Buenos Aires (1954) (dir. Ricardo Gascón) - El domador (1954) (dir. Adelqui Millar) - Días de odio (1954) (dir. Leopoldo Torre Nilsson .... Emma Sunz - Cómicos (1954) (dir. Juan Antonio Bardem) .... Ana Ruiz - Siete gritos en el mar (1954) (dir. Enrique Carreras) - El ídolo (1952) (dir. Pierre Chenal) - El gaucho y el diablo (1952) (dir. Ernesto Remani) - Sala de guardia (1952) (dir. Tulio Demicheli) - Mujeres en sombra (1951) (dir. Catrano Catrani) - Cartas de amor (1951) (dir. Mario C. Lugones).... Celia Gamboa - Fascinación (1949) (dir. Carlos Schlieper) - La gran tentación (1948) (dir. Ernesto Arancibia) | - La hostería del caballito blanco (1948) (dir. Benito Perojo) - Tela de araña o El misterioso tío Silas (1947) (dir. Carlos Schlieper) - Chiruca (1945) (dir. Benito Perojo) - Despertar a la vida (1945) (dir. Mario Soffici) - Cuando la primavera se equivoca (1944) (dir. Mario Soffici) - Juvenilia (1943) (dir. Augusto César Vatteone) - Tres hombres del río (1943) (dir. Mario Soffici) - El camino de las llamas (1942) (como Elisa Christian Galvé) (dir. Mario Soffici) - Vacaciones en el otro mundo (1942) (dir. Mario Soffici) - Yo quiero morir contigo (1941) (dir. Mario Soffici) … Laura. - Cita en la frontera (1940) (dir. Mario Soffici) - Héroes sin fama (1940) (dir. Mario Soffici) - Prisioneros de la tierra (1939) (dir. Mario Soffici) - Caras argentinas (1939) (dir. Carmelo Santiago) |